# Cavendishia megabracteata
Cavendishia megabracteata är en ljungväxtart som beskrevs av J.L. Luteyn. Cavendishia megabracteata ingår i släktet Cavendishia och familjen ljungväxter. Utöver nominatformen finns också underarten C. m. attenuata.